# Fodboldturneringen 1894-95
Fodboldturneringen 1894–95 var den sjette sæson af den danske fodboldliga Fodboldturneringen, arrangeret af Dansk Boldspil-Union. Ligaen havde deltagelse af tre hold, der spillede en dobbeltturnering alle-mod-alle. Det var det hidtil laveste antal deltagere i ligaen, men til gengæld lykkedes for første gang i ligaens historie at gennemføre alle kampene.
Turneringen blev vundet af Akademisk Boldklub, som dermed vandt titlen for tredje sæson i træk og fjerde gang i alt.

## Resultater
| Nr | Hold                 | K | V | U | T | Mf |   | Mi | +/- | P |
| -- | -------------------- | - | - | - | - | -- | - | -- | --- | - |
| 1  | Akademisk Boldklub   | 4 | 4 | 0 | 0 | 26 | – | 3  | +23 | 8 |
| 2  | Kjøbenhavns Boldklub | 4 | 2 | 0 | 2 | 7  | – | 12 | −5  | 4 |
| 3  | Boldklubben Frem     | 4 | 0 | 0 | 4 | 4  | – | 22 | −18 | 0 |

 K: Kampe spillet, V: Vundne kampe, U: Uafgjorte kampe, T: Tabte kampe, Mf: Mål for, Mi: Mål imod, +/-: Måldifference, P: Point

 
| AB's mesterhold |                              |
| Position        | Spiller                      |
| Målmand         | (Émile) Emil Gauguin         |
| Forsvar         | Asmus Diemer                 |
| Forsvar         | Holger Forchhammer (anfører) |
| Midtbane        | Herluf Forchhammer           |
| Midtbane        | Mørkeberg                    |
| Midtbane        | Niels Høeg                   |
| Angreb          | Vilhelm Ellermann            |
| Angreb          | Peter Nielsen                |
| Angreb          | Frits Ludvig Lassen          |
| Angreb          | Johannes Forchhammer         |
| Angreb          | Edmond Andersen              |
| Reserver        | Jørgen Forchhammer           |
| Reserver        | Johannes Tornøe              |
| Reserver        | Anders Friis                 |
| Reserver        | Frederik Funch               |
| Reserver        | Karl Gadegaard               |